# Auxinok

Az, a leggyakrabban előforduló auxin szerkezete

Az auxinok több növényi életfolyamatban létfontosságú szerepet játszó növényi hormonok egyik csoportja, amelyek merisztémákban (osztódó szövetekben) képződnek. A szár és a gyökér növekedésének irányításában, valamint termésképződésben, a levél- és terméshullás kémiai szabályozásában is részt vesznek. Fontos szerepük van más hormonok működésében is. Hatásuk a szövetekben lévő auxin koncentrációtól függ. A háncsrészben szállítódik. 
Kis mennyiségben a növekedést elősegítik, nagyobb mennyiségben pedig gátolják azt.
Széles körben használják őket gyökérképződést elősegítő vegyületként, gyomirtóként és a megtermékenyítés nélkül meginduló termésfejlődés elősegítésére.
Az auxin szó a görög aykszano-ból származik (αυξἁνω = növel, növeszt, szaporodik).

## Felfedezése
Charles Darwin és fia, Francis fedezte fel 1880-ban. Kísérleti alanyként egy közönséges kanáriköles (Phalaris canariensis) koleoptilját (hajtáscsúcsi rügyhüvelyét) használta.